# Oglasa rufimedia
Oglasa rufimedia är en fjärilsart som beskrevs av George Francis Hampson 1926. Oglasa rufimedia ingår i släktet Oglasa och familjen nattflyn. Inga underarter finns listade i Catalogue of Life.